# Gare de Meyrargues
Gare de Meyrargues – przystanek kolejowy w Meyrargues, w departamencie Delta Rodanu, w regionie Prowansja-Alpy-Lazurowe Wybrzeże, we Francji.
Jest przystankiem Société nationale des chemins de fer français (SNCF), obsługiwanym przez pociągi TER Provence-Alpes-Côte d’Azur.

## Położenie
Znajduje się na wysokości 207 m n.p.m., na 382,048 km linii Pertuis – Marsylia, pomiędzy stacjami Pertuis i Aix-en-Provence.